# Ébly
Ébly is een dorpje in de Belgische provincie Luxemburg en is een deelgemeente van Léglise in de Ardennen, tot 1 januari 1977 was het een zelfstandige gemeente. De deelgemeente omvat ook de plaatsen Chêne, Maisoncelle en Vaux-lez-Chêne.

## Geschiedenis
Op het einde van het ancien régime werd Ébly een gemeente. De gemeente werd in 1823 opgeheven en net als Lescheret met de gemeente Juseret samengevoegd. In 1893 werd Ébly weer afgesplitst als zelfstandige gemeente.

## Demografische ontwikkeling
- Bronnen:NIS, Opm:1831 tot en met 1970=volkstellingen, 1976= inwoneraantal op 31 december

## Bezienswaardigheden
De Brasserie d'Ebly is gevestigd te Ébly.
Deelgemeenten: Assenois · Ébly · Léglise · Mellier · Witry

Overige dorpen: Behême · Bernimont · Bombois · Burnaimont · Chêne · Chevaudos · Gennevaux · Habaru · Lavaux · Les Fossés · Louftémont · Maisoncelle · Narcimont · Naleumont · Nivelet · Rancimont · Thibessart · Traimont · Vaux-lez-Chêne · Vlessart · Volaiville · Winville · Witimont

Belgische gemeenten · Arrondissement Neufchâteau · Luxemburg · Wallonië